# Евтушенко, Александр Александрович
Александр Александрович Евтушенко (род. 30 июня 1993, Майкоп) — российский шоссейный велогонщик, выступающий с 2019 года за команду «Gazprom-RusVelo».Чемпион Европы по трековому велоспорту 2020 года в командной гонке преследования и бронзовый призёр Чемпионата мира по трековому велоспорту 2018 года в индивидуальной гонке.

## Достижения
2013
1-й  - Чемпион России в индивидуальной гонке, U-23
10-й - Chrono Champenois
2014
1-й  - Чемпион России в индивидуальной гонке, U-23
1-й на этапе 3(ITT) - Гран-при Сочи
3-й  Чемпионат Европы в индивидуальной гонке, U-23
2015
1-й  - Чемпион России в индивидуальной гонке, U-23
2017
2-й - GP Beiras e Serra da Estrela
1-й на этапе 1
1-й на этапе 1 - Вуэльта Кастилии и Леона
2018
3-й  - Чемпионат мира на треке в индивидуальной гонке.
1-й - Джиро Медиа Брента
1-й  Горная классификация - Вольта Алентежу